# Visconde de Azevedo
Visconde de Azevedo foi um título criado por D. Maria II de Portugal por carta de 19 de agosto de 1846 a favor de Francisco Lopes de Azevedo Velho da Fonseca, 1.º conde de Azevedo.
Titulares
1. Francisco Lopes de Azevedo Velho da Fonseca, 1.º conde de Azevedo
2. Pedro Teotónio de Barbosa Carneiro Queirós de Azevedo e Bourbon, 2.º visconde de Azevedo